# 85 Ceti
85 Ceti, som är stjärnans äldre Flamsteed-beteckning, är en ensam stjärna nu belägen i den södra delen av stjärnbilden Väduren, idag även känd under stjärnkatalogbeteckningar som HD 16861 eller HR 797. Trots sin Flamsteed-beteckning tillhör den inte Valfiskens stjärnbild. Den ligger på gränsen mellan stjärnbilderna och fick byta tillhörighet vid översynen av gränser mellan stjärnbilderna år 1930. Den har en genomsnittlig skenbar magnitud på ca 6,30 och är mycket svagt synlig för blotta ögat där ljusföroreningar ej förekommer. Baserat på parallaxmätning inom Hipparcosuppdraget på ca 7,9 mas, beräknas den befinna sig på ett avstånd på ca 410 ljusår (ca 130 parsek) från solen. Den rör sig bort från solen med en heliocentrisk radialhastighet av ca 6 km/s.

## Egenskaper
85 Ceti är en vit stjärna i huvudserien av spektralklass A2 V. Den har en massa som är ca 2,4 solmassor och utsänder ca 48 gånger mera energi än solen från dess fotosfär vid en effektiv temperatur av ca 8 800 K.
Stjärnan varierar mellan visuell magnitud +6,28 och 6,34 och varierar utan någon fastslagen periodicitet.